# Pocoyo
Pocoyo (španjolski: Pocoyó) je školska obrazovna animirana televizijska serija koju su stvorili Guillermo García Carsí, Colman López, Luis Gallego i David Cantolla, a koprodukcija je između španjolskog producenta Zinkia Entertainment, Cosgrove Hall Films i Granade International. Napravljene su 5 serije, od kojih se svaka sastoji od 52 epizode po 7 minuta.
Engleski glumac i komičar Stephen Fry pripovijeda o verziji na engleskom jeziku. José María del Río pripovijeda u španjolskoj verziji iz prve dvije sezone, dok Stephen Hughes pripovijeda o trećoj sezoni, pod nazivom Let’s Go Pocoyo. U hrvatskoj verziji, Pocoyev pripovjedač je Goran Vrbanić.
Godine 2016. stvoren je novi spin-off show pod nazivom "Planet Pocoyo".

## Likovi
- Pocoyo
- pripovjedač
- Mala ptica
- Mala ptičijin tata
- slonica Elly
- Ellyna mama
- hobotnica Fred
- Fredov tata
- pas Loula
- Loulina mama
- patak Pato
- Patoov tata